# Robin Duke
Robin Duke (* 13. März 1954 in St. Catharines, Ontario) ist eine kanadische Drehbuchautorin, Komikerin und Schauspielerin.

## Leben
Robin Duke wurde 1954 in St. Catharines geboren. Sie besuchte die Burnhamthorpe Collegiate Institute in Etobicoke. 
Ihr Debüt als Schauspielerin hatte Duke in der Fernsehserie Write On!. Ihre erste wiederkehrende Rolle hatte sie von 1976 bis 1981 in der Fernsehserie Second City TV. 1979 folgte ihr Spielfilmdebüt in dem Film Running – Der Moment seines Lebens. Von 1981 bis 1984 war Duke in 58 Folgen der Fernsehserie Saturday Night Live im Fernsehen zu sehen.

## Filmografie

### Schauspielerin
- Write On! (Fernsehserie, Folge 1x15)
- 1976–1981: Second City TV (Fernsehserie, 27 Folgen)
- 1977: King of Kensington (Fernsehserie, Folge 2x23)
- 1979: Inspektor Cameron, Toronto (The Great Detective, Fernsehserie, Folge 1x10)
- 1979: Running – Der Moment seines Lebens (Running)
- 1981–1984: Saturday Night Live (Fernsehserie, 58 Folgen)
- 1985: The Last Polka (Fernsehfilm)
- 1985: Northern Lights: Tears Are Not Enough
- 1986: Club Paradise
- 1987: Insect – Sie entstehen aus dem Nichts (Blue Monkey)
- 1988: The Second City Toronto 15th Anniversary (Fernsehfilm)
- 1989: I, Martin Short, Goes Hollywood (Fernsehfilm)
- 1990–1991: Maniac Mansion (Fernsehserie, 2 Folgen)
- 1991: Motorama
- 1992: Only You
- 1992: Paydirt – Schmutziges Geld (There Goes the Neighborhood)
- 1993: Und täglich grüßt das Murmeltier (Groundhog Day)
- 1994: Lieber Alaska als diese Frau (Hostage for a Day, Fernsehfilm)
- 1994: I Love Trouble – Nichts als Ärger (I Love Trouble)
- 1995: Stuart Stupid – Eine Familie zum Kotzen (Stuart Saves His Family)
- 1996: Vier lieben dich (Multiplicity)
- 1996: The Adventures of Dudley the Dragon (Fernsehserie, Folge 4x04)
- 1996–1997: Boston College (Boston Common, Fernsehserie, 4 Folgen)
- 1996–1997: Die Mounties von Lynx River (North of 60, Fernsehserie, 2 Folgen)
- 1996–1998: Chaoskids (Stickin’ Around, Fernsehserie, 21 Folgen)
- 1997: F/X (F/X: The Series, Fernsehserie, Folge 2x03)
- 1997–1998: Sam & Max: Freelance Police (The Adventures of Sam & Max: Freelance Police, Fernsehserie, 12 Folgen, Sprechrolle)
- 1998: Outer Limits – Die unbekannte Dimension (The Outer Limits, Fernsehserie, Folge 4x09 Das Medium)
- 1998: Degas and the Dancer (Fernsehfilm)
- 1998: Blind Men (Fernsehfilm)
- 1998–2000: Vorsicht! Hund (Bad Dog, Fernsehserie, 15 Folgen)
- 1999–2000: George and Martha (Fernsehserie, 26 Folgen, Sprechrolle)
- 1999–2000: Blaster’s Universe (Fernsehserie, 13 Folgen)
- 2000: Jamie und die Fünflinge (Quints, Fernsehfilm)
- 2000: Sandy Bottom – Konzert für eine Stadt (The Sandy Bottom Orchestra, Fernsehfilm)
- 2000: Mama – Voll cool (Virtual Mom, Fernsehfilm)
- 2000–2002: Marvin, das steppende Pferd (Marvin the Tap-Dancing Horse, Fernsehserie, 21 Folgen, Sprechrolle)
- 2001: Bob and Margaret (Fernsehserie, Folge 3x06)
- 2002: Monk (Fernsehserie, Folge 1x12 Mr. Monk im Flugzeug)
- 2004–2005: Atomic Betty (Fernsehserie, 4 Folgen, Sprechrolle)
- 2005: Getting Along Famously (Fernsehfilm)
- 2005: Train 48 (Fernsehserie, Folge 1x266)
- 2005: 6teen (Fernsehserie, Folge 2x07, Sprechrolle)
- 2006: Getting Along Famously (Fernsehserie, 6 Folgen)
- 2006: The Jane Show (Jane Show, Fernsehserie, Folge 1x05)
- 2011: The Ron James Show (Fernsehserie, Folge 3x05)
- 2012: I, Martin Short, Goes Home (Fernsehfilm)
- 2012: Comedy Bar (Fernsehserie, 2 Folgen)
- 2014: Rocky Road (Fernsehfilm)
- 2015: Portrait of a Serial Monogamist
- 2015: The Day My Butt Went Psycho! (Fernsehserie, Folge 2x17, Sprechrolle)
- 2015–2017: Man Seeking Woman (Fernsehserie, 19 Folgen)
- 2016–2019: Schitt’s Creek (Fernsehserie, 6 Folgen)
- 2018: Max & Ruby (Fernsehserie, Folge 7x08, Sprechrolle)
- 2019: Bigfoot (Fernsehserie, 2 Folgen)
- 2023: Shelved (Fernsehserie, 7 Folgen)

### Drehbuchautorin
- 1980–1981: Second City TV
- 1982–1984: Saturday Night Live (39 Folgen)